# Эйлеры
Эйлеры — дворянский род, потомки великого учёного Леонарда Эйлера.
Его внук, Александр Христофорович — член Военного совета при Артиллерийском департаменте Военного министерства, в российском подданстве с 21.10.1844, получил свидетельство Временного Присутствия Герольдии Правительствующего Сената от 18.01.1845 о признании в потомственном дворянском достоинстве Российской Империи со внесением во II ч. Дворянской родословной книги.

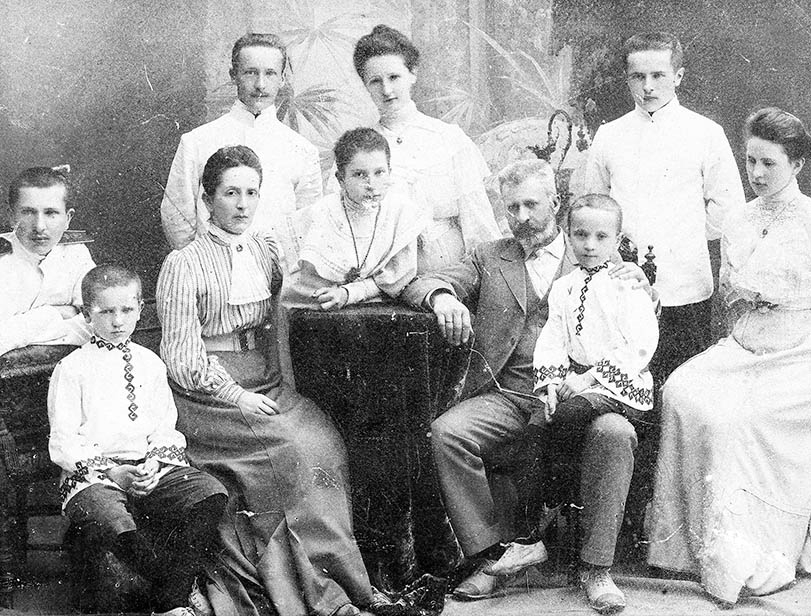
Граф Александр Александрович Эйлер с супругой Софьей Николаевной и детьми

## Описание герба
Щит поделен на четыре части. В первом в голубом поле черный вправо стоящий единорог на задних лапах. Во второй в золотом поле серебряная мортира. В третьем серебряном поле голубые маленькие звездочки (зодиак), на нем золотой полумесяц рогами вверх, над ним и под ним по золотой пятиугольной звезде. В четвертом красном поле пирамидально шесть черных ядер (гранат), верхнее горящее. Над щитом дворянский коронованный шлем с двумя черными орлиными крыльями, между ними золотая шестиконечная звезда. Намёт голубой, подложен серебром. Щит держат два черных единорога, обращенные в стороны.